# Croce d'onore al valore
La Croce d'onore al valore è il massimo riconoscimento al valor militare concesso dalla Repubblica Federale di Germania a partire dalla data della sua istituzione pervenuta con la firma del presidente tedesco Horst Köhler il 10 ottobre 2008 su proposta formale, pervenuta il 13 agosto 2008, del ministro della difesa tedesco Franz Josef Jung sotto incoraggiamento della Commissione per le petizioni del Bundestag, arrivata nel 2007.

## Descrizione
Come pensato dal presidente dell'Associazione tedesca dei riservisti della Bundeswehr l'onorevole Ernst-Reinhard Beck (CDU) nel 2008 la forma della decorazione venne ripresa dall'antica Croce di Ferro risalente in primo luogo al Regno di Prussia e poi all'Impero tedesco, istituita dal re di Prussia Federico Guglielmo III il 10 marzo 1813 durante la guerra contro Napoleone e abbandonata dopo la Seconda guerra mondiale con la caduta del Nazismo che ne aveva fatto un cardine della sua militaria. Nel lato frontale la croce patente odierna, quindi assomigliante all'antica onorificenza prussiana, è dorata e decorata nel centro dall'aquila tedesca, stemma del Paese, incorniciata d'alloro. Il nastro, nero al centro bordato prima di rosso e poi d'oro, similmente al resto delle onorificenze al valore tedesche, è decorato con fronde di quercia.